# スコットランド省
歴史上存在するスコットランド省（スコットランドしょう）は、以下の2つである。
1. スコットランド省（英: Scottish Office、スコットランド・ゲール語: Riaghaltas na h-Alba）は、1885年から1999年まで存在したイギリスの行政機関の一つ。
2. スコットランド省（英: Scotland Office、スコットランド・ゲール語: An Oifis Albannach）は、2003年に設置されたイギリスの行政機関の一つ。

## スコットランド省 (1885-1999)

### 概要
イギリス政府の閣内大臣であるスコットランド大臣の管轄下において、幅広くスコットランドに関係する事柄を遂行していた。1999年にスコットランド議会が再開されたことを受け、スコットランド省の業務のほとんどは新しく設置されたスコットランド政府に移管された。そのため、現在はごく限定された役割のみが司法省外局として新たに設置されたスコットランド省（Scotland Office）に残されているのみである。

### 設置の経緯
1707年の合同法をうけて旧スコットランド議会が停止された後、イギリス政府の中に新たにスコットランド大臣の職が設けられた。スコットランド大臣はスコットランドにおける行政全般について、スコットランドにおける法務長官（Lord Advocate）と共に責任を負っていた。その後、1746年にスコットランド大臣は一旦廃止され、法務長官がスコットランドにおける行政執行の責任を引きうけることになった。1828年には内務大臣が「スコットランド担当」としての役割を正式に担うようになったが、法務長官も引き続きスコットランドの声を代弁する役割をイギリス政府において果たし続けた。
19世紀に入り、国家としての行政システムが整備されるにつれ、イギリス政府が担うべき役割は膨張の一途を辿った。とりわけ地方行政は大きな負担であった。公衆衛生や貧民救済法、道路整備や教育といった各地域の性格と密接に関係した事柄や、都市設計や病院の設置、水道の設備と治水といった分野は各地方自治体が主要な役割を担っていたが、それら無数の地方における活動が円滑に遂行されていることを政府が監視する必要があったのである。そのため、政府はいくつかの監査委員会を設けることで、中央の負担を軽減しようと試みた。当時設置された代表的な監査委員会は、貧民救済法についての監査委員会（1845年～1894年）、精神異常についての委員会（1857年～1913年）、そして国王諮問機関としてのスコットランド教育局である。
しかしながら、それらの諸委員会の責任はあまり明確ではなかったうえに、委員が専門家ではなく素人によって構成されがちであったことから政府は積極的にそれらに介入する必要があり、結局のところ政府の負担を減らすことにはならなかった。そこで1869年、スコットランド選出の国会議員が、当時の首相であるグラッドストンに、各委員会に責任を持ちうるスコットランド専任の大臣を設置するように嘆願したが、すぐには叶えられなかった。最終的に、スコットランド大臣とスコットランド省が設置されたのは、1886年である。

### 歴史
新たに設置されたスコットランド大臣（Secretary for Scotland）は、1892年からは閣内大臣となり、1926年にはその職は内務大臣（Secretary of State）と同等のものまで格上げされた（そのため、英語ではこの後 Secretary of State for Scotland と改名されることになったが、日本語で訳し分けることは通常無い）。1919年には国民の健康に関する領域までスコットランド大臣の権限は拡大されたことをうけ、厚生省にスコットランド厚生政務次官（Parliamentary Under-Secretary）が新設された。この新たな次官職は、1926年にはスコットランド大臣の政務次官として移動された。
政務次官職はその後もスコットランド大臣の下に1940年、1951年と追加され、最終的には1951年にスコットランド副大臣も新設された。1969年から1970年にかけて、各政務次官が担ってきた役割は追加された副大臣によって置き換えられていった。1974年から1979年にかけて、二つの副大臣と三つの政務次官が、一つの副大臣に役割が収斂された。

### 問題点
スコットランド省は、イギリス政府においてスコットランドを代表する役割を果たしてきた。その伝統的な役割は、いわばイギリス政府の方針をスコットランドの利害とすり合わせ、調整するクッションのようなものであった。そのためスコットランド大臣は、しばしば政府に対して政策のスコットランド向けの改善案を提示する役目を果たしていた。
このように、スコットランド省はあくまでも調整を旨とする省庁であり、政策における独自性・革新性を打ち出したり、スコットランドにおける求心力を発揮するようなものではなかった。1980年代のサッチャー政権時代を通じて、保守党の支持率は全国平均に反してスコットランドで低下の一途を辿ったが、これはスコットランドの利害が必ずしも中央政府の行政方針に反映されていないと感じられていたことにも一因がある。その際、本来は両者の関係の緩和剤となるべきスコットランド省が十分な役割を果たせなかったことは、1990年代にはいってスコットランド自治の観点から問題視されることになった。
最終的には、1998年に議会で可決された1998年スコットランド法に基づく権限委譲によって、1999年にスコットランド議会が再開されるとともにスコットランド政府が設置されることで、それまでスコットランド省と大臣が果たしていた役割のほとんどはスコットランドに移管された。現在は限定された機能がイギリス政府に残されているのみだが、依然としてスコットランド大臣は閣内大臣として残されている。

## スコットランド省 (2003-現在)

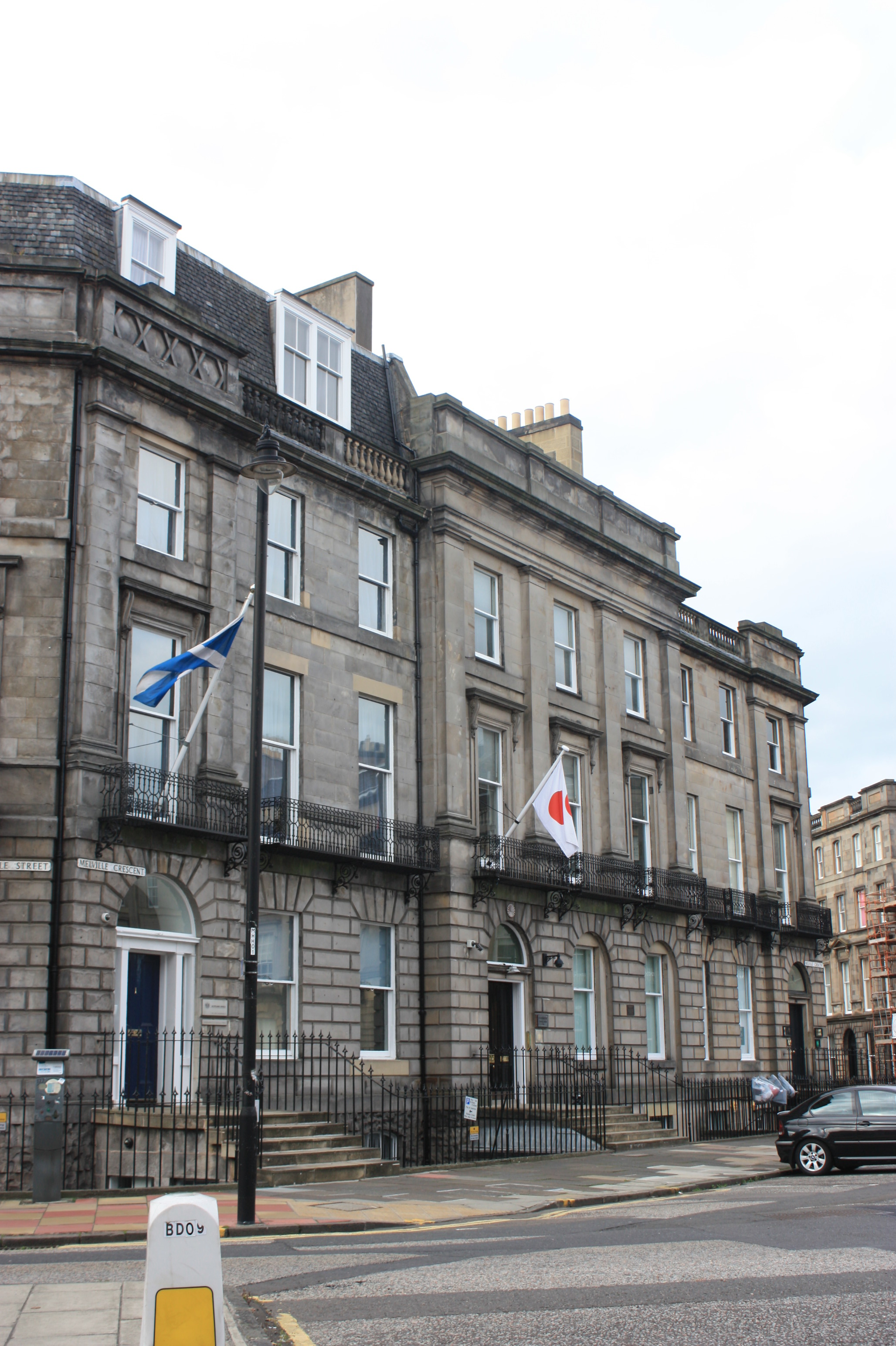
スコットランド省事務所は在エディンバラ日本国総領事館の隣りにある（2015年）

### 役割
2003年に新たに設置されたスコットランド省は、イギリス政府（中央政府）においてスコットランドを代表することとスコットランドに関係する事務を担い、スコットランドへの権限委譲の円滑な運用を促進し、ロンドンの中央政府とエディンバラのスコットランド政府の間の橋渡し役となり、中央政府に留保されたスコットランドに関係する問題を管理・運営する。

### 歴史
スコットランド議会が出現してスコットランド政府に権限が委譲されるまでの間ずっと、旧スコットランド省は主要なイギリスの行政機関であり、スコットランド国内の統治に係わる多くの面を扱っていた。その位置づけは、行政的委譲 (administrative devolution) として知られた。権限の委譲以来、その権限は留保された問題に関連するものに制限され、その問題も中央政府の他の省庁により扱われることはなかった。そして、スコットランド省はウェールズ省と共に、憲法事項省に吸収合併され、さらにその憲法事項省も司法省へと再編された。また、スコットランド大臣は1998年スコットランド法の下で、スコットランド議会の運営を監督する一定の権限も有する。